# 澳大利亚时装周

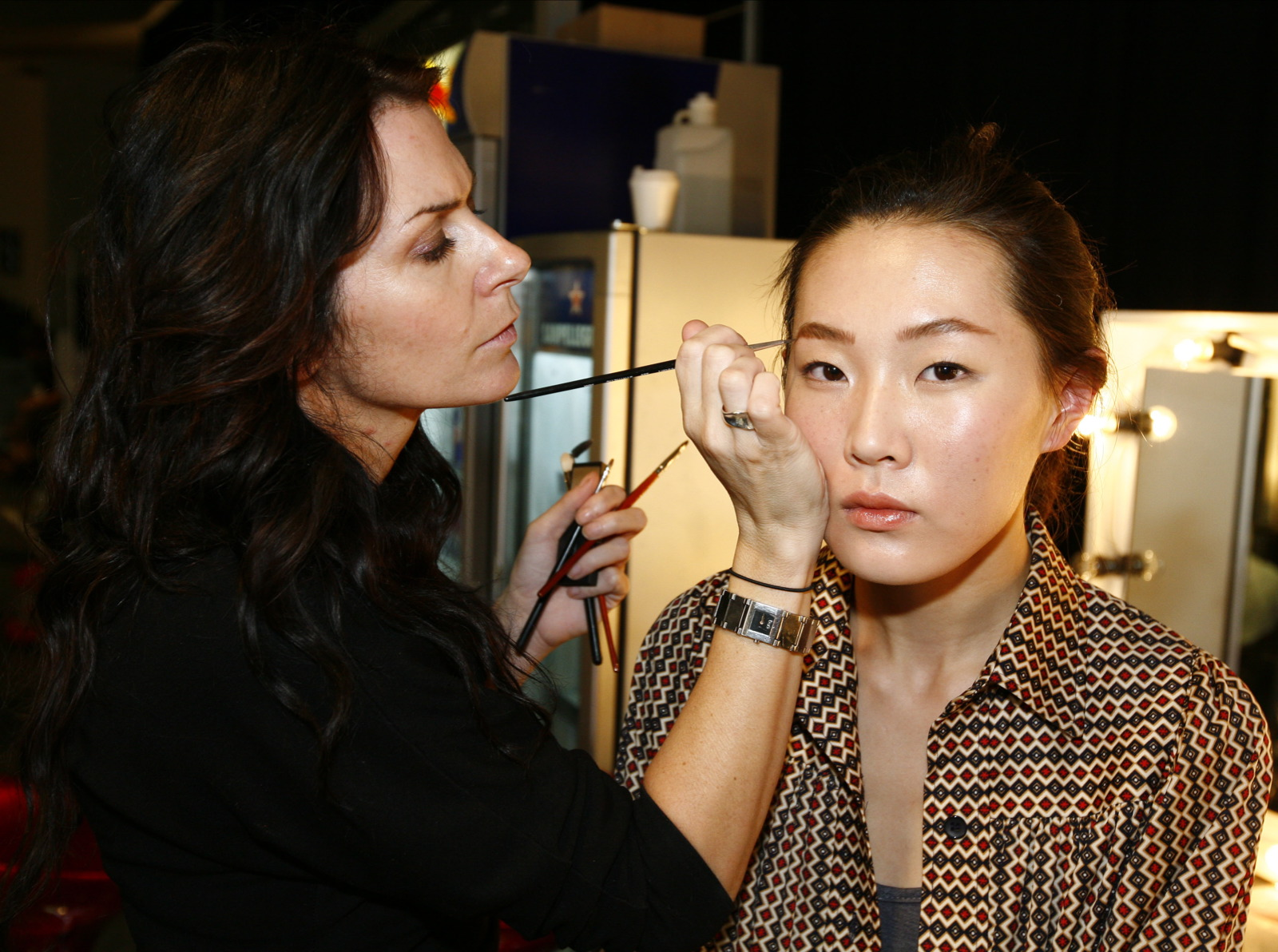
2007年澳大利亚时装周后台

澳大利亚时装周 (英语：Australian Fashion Week），曾以梅賽德斯-奔馳和Afterpay冠名，是一年一度（而非半年一度）的时装周，于1996年首次举办，发布澳大利亚服装品牌和设计师的最新设计。自2005年以来，该活动由美国公司IMG运营，一直在悉尼雷德芬的综合艺术中心Carriageworks举行。澳大利亚时装周不仅限于时尚潮流。发型和化妆趋势也是该活动的重要组成部分，设计师经常借此机会通过他们的设计发表重要声明。